# オーア＝エアケンシュヴィック
オーア＝エアケンシュヴィック（ドイツ語：Oer-Erkenschwick）は、ドイツ連邦共和国の中型の町。ノルトライン＝ヴェストファーレン州のルール地方、レックリングハウゼン郡に属する。人口はおよそ30,550人。人口密度は790人/km²。

## 地理

### 場所
オーア＝エアケンシュヴィックは、東北の郡市レックリングハウゼンとハールト（Haard）の南に位置する。

## 引用
1. ↑  Bevölkerung der Gemeinden Nordrhein-Westfalens am 31. Dezember 2023 – Fortschreibung des Bevölkerungsstandes auf Basis des Zensus vom 9. Mai 2011